# Hejőkeresztúr
Hejőkeresztúr ist eine ungarische Gemeinde im Kreis Tiszaújváros im Komitat Borsod-Abaúj-Zemplén.

## Geografische Lage
Hejőkeresztúr liegt in Nordungarn, 17 Kilometer südöstlich des Komitatssitzes Miskolc und 13 Kilometer nordwestlich der Kreisstadt Tiszaújváros. Nachbargemeinden im Umkreis von vier Kilometern sind Hejőszalonta und Muhi. Die nächste Stadt Nyékládháza 
befindet sich fünf Kilometer nordwestlich.

## Sehenswürdigkeiten
- Griechisch-katholische Kirche Urunk Mennybemenetele, erbaut 1757
- Römisch-katholische Kirche Munkás Szent József

## Verkehr
Durch Hejőkeresztúr verläuft die Landstraße Nr. 3308, östlich des Ortes die Autobahn M30. Es bestehen Busverbindungen in Richtung Miskolc und Tiszaújváros. Zudem ist der Ort angebunden an die Eisenbahnstrecke von Tiszaújváros nach Miskolc.

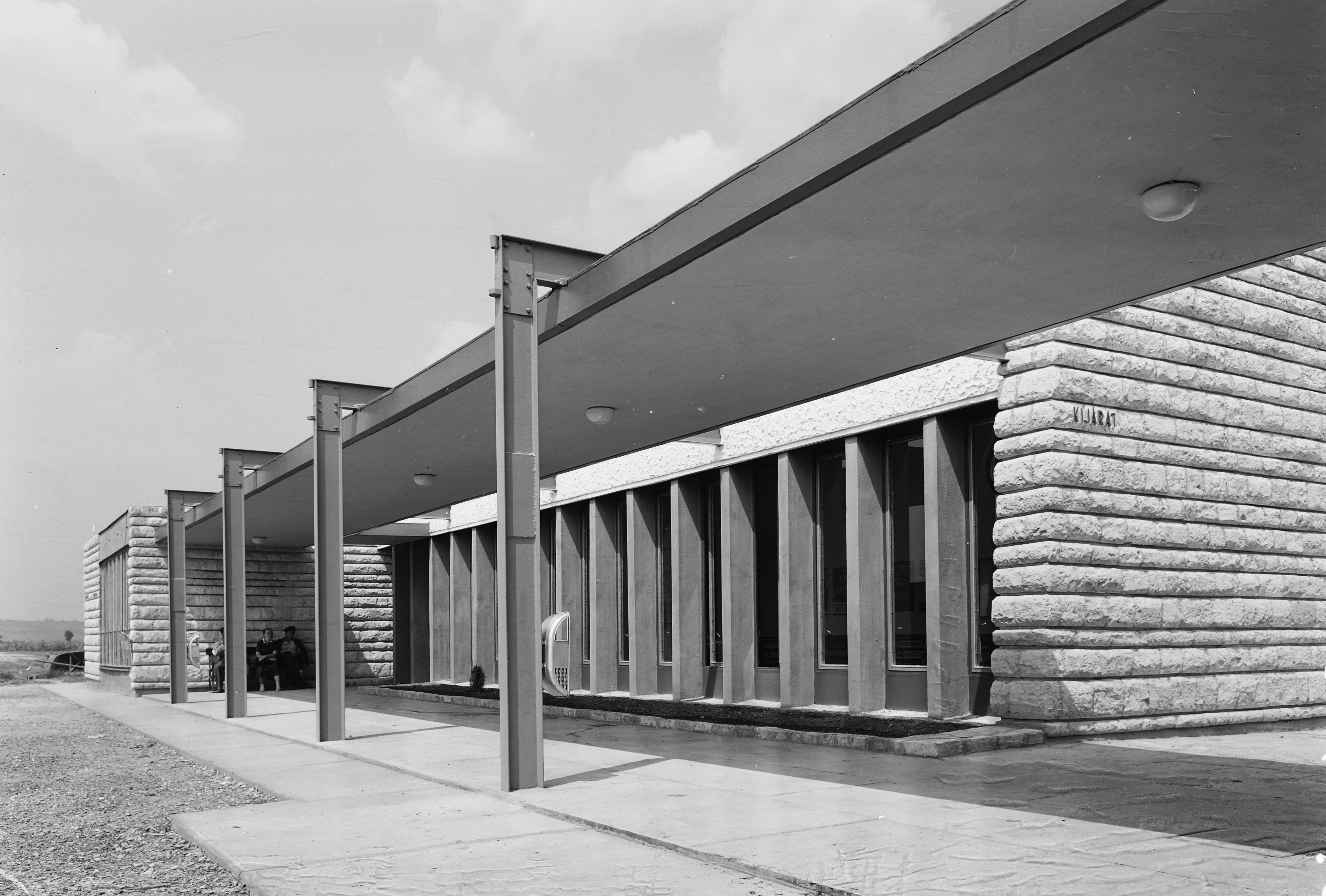
Bahnhof Hejőkeresztúr (1960)